# Polsko-Amerykańska Izba Gospodarcza
Polsko-Amerykańska Izba Gospodarcza (ang. Polish-American Chamber of Commerce) powstała w 2004, w celu inspirowania i wspomagania rozwoju stosunków gospodarczych pomiędzy partnerami Polski i Stanów Zjednoczonych.
Głównymi celami działalności Izby są:
- Promocja członków na rynku amerykańskim i polskim
- Umożliwienie kontaktów pomiędzy partnerami obu krajów
- Organizacja imprez szkoleniowych i informacyjnych dotyczących działalności gospodarczej w USA i Polsce
- Organizacja targów, misji handlowych, pokazów i seminariów z uczestnictwem firm z obu krajów

Izba podpisała szereg umów o współpracy, m.in. z Kongresem Polonii Amerykańskiej, Chicago Southland Chamber of Commerce, Polish American Contractors and Builders Associacion. 
Założyciel i prezes izby Maciej Cybulski pełni funkcję przedstawiciela stanu Illinois na Europę Środkową.
Izba utrzymuje swoje przedstawicielstwa w Krakowie i Chicago.